# 斑点拟相手蟹
斑点相手蟹（学名：Parasesarma pictum），又名神妙擬相手蟹，舊屬方蟹科（Grapsidae）相手蟹属（Sesarma），後來相手蟹科從方蟹科獨立出來，重新分類為擬相手蟹屬（Parasesarma）。
分布于朝鲜、日本、印度尼西亚、華南及華東（广东、香港、福建、台湾、浙江、山东）等地，生活环境为海水，主要栖息于低潮线的石块下或其附近。

## 外部連結